# Amadeo de Souza-Cardoso
Amadeo de Souza-Cardoso (Amarante, 14 de novembre de 1887 - Espinho, 25 d'octubre de 1918) va ser un pintor portuguès, pioner de l'art modern al seu país.
Nascut en Amarante, en el norte, en una família rica, això el va influir a inscriure's al curs de Dret a la Universitat de Coïmbra, canviant poc temps a Arquitectura a l' Acadèmia de Belles Arts de Lisboa el 1905. El curs no va satisfer el seu geni creador, així que va decidir marxar a París el 1906 per establir-se al barri de Montparnasse amb la intenció de continuar els seus estudis allí. Les seves primeres experiències artístiques conegudes van ser dissenys i caricatures, després es va dedicar a la pintura. Es pot dir que va ser un pintor impressionista, expressionista, cubista i futurista, però sempre es va negar a ser etiquetat com un pintor d'un determinat estil. Malgrat les múltiples influències de les quals va ser influenciat, sempre va buscar desenvolupar una creativitat i originalitat pròpies en les seves obres. El 1908 s'instal·là al número catorze de la Cité de Falguière. Allà va assistir als tallers preparatoris de l'Acadèmia de Belles Arts i l' Acadèmia Viti del pintor català Hermen Anglada i Camarasa però, malgrat això, no va ser admès.
El 1910 va passar uns mesos a la ciutat de Brussel·les i el 1911 va exposar algunes de les seves obres al Salon des Indépendants, a París, acostant-se a poc a poc a les avantguardes i a artistes com Amedeo Modigliani, Constantin Brancusi, Alexander Archipenko, Juan Gris i Robert Delaunay. El 1912 va publicar un àlbum amb vint dibuixos per il·lustrar la història de Gustave Flaubert, "La Légende de Saint Julien l'Hospitalier". Després de participar el 1913 en una exposició amb vuit obres als Estats Units, a l' Armory Show, va tornar a Portugal, on va tenir l'audàcia de fer dues exposicions a Porto i Lisboa. Aquell any també va participar en l' Herbstsalon de la Der Sturm Gallery de Berlín.
L'any 1914 va viatjar a Barcelona on va conèixer Antoni Gaudí, marxant posteriorment a Madrid on va ser sorprès per l'inici de la Primera Guerra Mundial. Després va tornar a Portugal, on va iniciar una carrera meteòrica en l'experimentació de noves formes d'expressió, pintant amb gran constància fins al punt d'exposar l'any 1916 a Porto 114 obres amb el títol "Abstraccionismo", que també s'exposaria a Lisboa.
Amadeo de Souza-Cardoso va explorar el cubisme analític, l'expressionisme, le futurisme i en els seus últims treballs va experimentar amb noves formes i tècniques, com els collages i altres formes d'expressió plàstica.
El 25 d'octubre de 1918, als 31 anys, va morir prematurament a Espinho, víctima de la grip.